# 鄭安國
鄭安國（1946年10月16日—），中華民國記者、政治人物，長期擔任兩岸事務溝通者。祖籍廣東東莞，能操粵語，曾任駐洛杉磯文化服務中心主任、海工會總幹事、中國國民黨駐美黨務總督導、行政院大陸委員會企劃處處長、港澳處處長、駐香港代表、派駐香港中華旅行社總經理（駐港代表）。曾先後擔任大陸委員會副主任委員、臺北市政府馬英九市長辦公室主任等職。

## 生平
1968年鄭安國於國立政治大學政治學系畢業後，曾於中華日報擔任記者，其後於1973年取得國立政治大學公共行政研究所碩士。
1975年鄭安國派駐美國，先後擔任紐約留學生服務中心主任及洛杉磯中國文化中心主任。
1984年鄭安國回台灣後，在中國國民黨中央黨部任職。1992年調任行政院大陸委員會企劃處處長，一年後轉任行政院大陸委員會港澳處處長。

## 駐港代表
1995年擔任中華民國駐香港代表，即中華旅行社總經理一職。

### 代表政府解釋「兩國論」
1999年7月，作為香港政府部門的香港電台，在節目《香港家書》發表了，代表中華民國政府對當時中華民國總統李登輝「兩國論」的言論進行解釋，引起了香港政壇和官場上的一場風波，並遭到香港親中人士的猛烈抨擊。
容許鄭安國在港台發表相關言論的香港廣播處長張敏儀其後被調職日本東京，不少香港人認為這次《香港家書》事件為近因。鄭安國本人的工作簽證續發在事件後受到延遲，評論猜測與中港兩地政府不滿意其言論有關。最終他於1999年11月被調回台灣，升任行政院大陸委員會副主任委員。

## 政黨輪替後
2000年5月政黨輪替，鄭安國出任國民黨智庫國家政策研究基金會政策委員，於2002年與蘇起共同主編《一個中國，各自表述」共識的史實》。
之後，鄭安國於2004年10月起，擔任臺北市長馬英九辦公室主任。其後因市長辦公室承辦科員余文報銷市長特別費過程有行政疏失，鄭安國為負起監督不周責任辭職。

## 相關文獻
- 台灣海峽兩岸關係#兩岸關係與港澳
- 2002年8月19日 鄭安國當年談兩國論掀風波 大紀元 （页面存档备份，存于）
- 2000年5月25日 行政長官談中華旅行社問題 香港特區政府新聞公報 （页面存档备份，存于）
- 2000年4月22日 政府就中華旅行社問題發表聲明 香港特區政府新聞公報 （页面存档备份，存于）